# 科泰爾
科泰爾是保加利亞中部斯利文州科泰爾市鎮的城镇及行政中心。2009年12月，科泰爾有人口6,232人。
保加利亞民族復興時期的許多知名人士都和這裡有關。科泰爾有一個著名的音樂學校。也有相當多的羅姆人生活在這裡。由於科泰爾位於山上，因此這裡也有一些流行疾病的療養院。科泰爾也是地毯的製作中心，有專門的工藝博物館。科泰爾建設于奧斯曼土耳其帝國時期，很多附近城市的居民逃離故鄉來到科泰爾。這裡的牧羊業頗為發達。

## 外部連結
- Kotel History